# The Dean Martin Show
The Dean Martin Show – amerykański serial rozrywkowy, który trwał od 1965 do 1974 roku i doczekał się emisji 264 odcinków. Był transmitowany przez stację NBC i prowadzony przez amerykańskiego piosenkarza i aktora Deana Martina. Piosenką przewodnią serialu był jego przebój z 1964 roku „Everybody Loves Somebody”.

## O programie
Martin na początku był niechętny do występu w tym programie. Nie chciał, aby nagrywanie scen do niego kolidowało z jego występami w klubach nocnych i filmach. Dlatego też przedstawił NBC swoje propozycje, które wydawały się nierealne do spełnienia. Dean chciał pracować nad serialem tylko jeden dzień w tygodniu, którym miała być niedziela. Nie zamierzał nawet wykonywać w programie piosenek jeśli nie miałby na to ochoty. Lecz zaskakująco stacja NBC zgodziła się na każde z jego żądań. Warunki zatrudnienia i brak konieczności stawiania się na każde próby pozwoliły Martinowi wystąpić w wielu filmach równolegle z emisją serialu.
Martin uważał, że dużym kluczem do popularności serialu był fakt, że nie udawał w nim nikogo, zawsze był sobą. Zachowywał się jak pijany, niechętny do pracy, chociaż obecny staromodny kieliszek w jego dłoni często zawierał tylko sok jabłkowy.  Program był pełen komedii fizycznych, a nie tylko żartów (Martin cotygodniowo zjeżdżał po słupie strażackim na scenę). 
Dean Martin Show był kręcony na kolorowej taśmie wideo od 1965 roku w Studio 4 w ogromnym kompleksie kolorystycznym NBC przy ulicy West Alameda Avenue w Burbank w Kalifornii. To samo studio było wykorzystywane do corocznych programów telewizyjnych Franka Sinatry pod koniec lat 60. oraz do „Comeback Special” Elvisa Presleya z 1968 roku.